# Gustav Karlström
Gustav Pelle Karlström, född 4 september 1985, är en svensk jazzsångare, pianist och arrangör.
Gustav Karlström har studerat på Kungliga Musikhögskolan i Stockholm och fick Monica Zetterlund-stipendiet år 2009 i kategorin "lovande nykomling".
Han är son till pianisten Pelle Karlström och jazzsångaren Élisabeth Kontomanou. 